# Mamuka Kobachidze
Mamuka Kobachidze (georgiska: მამუკა კობახიძე), född 23 augusti 1992, är en georgisk fotbollsspelare. Han spelar för den ryska klubben Mordovia Saransk, på lån från Rubin Kazan. 
Kobachidze inledde sin karriär i FK Zestaponi år 2009. Där spelade han i fyra år och gjorde 70 matcher för klubben innan han i januari flyttade till Ryssland och Alanija.
Kobachidze har spelat för Georgiens U19-landslag och Georgiens U21-landslag. I januari 2013 kallade Temuri Ketsbaia upp honom till truppen som skulle möta Albanien i en träningslandskamp vilket innebär att han kan komma att debutera i A-landslaget.